# Dichoropetalum golestanicum
Dichoropetalum golestanicum är en växtart i släktet Dichoropetalum och familjen flockblommiga växter.
Arten är en perenn ört som förekommer i Turkmenistan och nordöstra Iran. Den beskrevs först som Johrenia golestanica av Karl Heinz Rechinger 1987, och fick sitt nu gällande namn av Michail Pimenov och Jevgenij Kljujkov 2007.